# ハイキングウォーキングのジョッキー×3
『ハイキングウォーキングのジョッキー×3』は、インターネットテレビ「GyaO」の中のバラエティーチャンネル内にあるGyaOジョッキーで放送されていたバラエティ番組。毎週生放送で目の前に置いたパソコンを使用して視聴者と生チャットをしながら進行する。毎週水曜日23時-24時。前番組「ハイキングウォーキングのアイドル★チェキ!」。

## 出演者
- ハイキングウォーキング (鈴木Q太郎 / 松田洋昌)
- アシスタント…クレオパトラ:長谷川優貴(第4回より登場)[1]
  - アシスタント代理…クレオパトラ:桑原尚希(第11回出演)

## 概要
- 新ジャンルに挑戦するという触れ込みで始まる番組である。

## エピソード
- 『ヤクルトを30本飲むと吐く』と言う噂に対し「吐かない自信がある。」と豪語する鈴木だったが、飲み干した直後から徐々にえずき始める。「ネタで吐きオチをしてやろうと思ったが出ない。」と言うも暫くすると強烈な吐き気を催し床一面に嘔吐してしまう。生放送ではその吐瀉物が数秒間映し出されたがアーカイブではカットされている。
- 前番組とは違いコンビ2人きりの放送となり、自由奔放に行動する鈴木の扱いに松田が苦慮する。他にも巷や楽屋での厚顔無恥な振舞いも相まって、余りにも自由過ぎる鈴木に対しまともに進行したい松田はキレて自棄になった。

## コーナー

### オープニング企画
- Q太郎VS西洋の拷問

Q太郎がいろんな西洋の拷問に挑戦する企画。

水攻め…2回挑戦するも失敗

- 鈴木Q太郎のマジ大喜利 解説:松田
- Q太郎の一問一答ボケ
- Q太郎のディープキス職人
- 第1回 日本美女サミット
- プリン乗せ 世界記録に挑戦!!
- エロ演芸鑑賞会
- マジ演芸鑑賞会
- おかゆの具意外にあう1選手権
- もしもQ太郎が見えなかったら…
- クレオパトラ長谷川の大声が聞きた〜い
- あんな有名人を見た自慢選手権
- 第2回 日本美女サミット

### 通常企画
- 女嫌い連合!!
- 東スポトーク
- 目指せ!クイズ番組!!(出題者:長谷川)
- お笑いチャッタークイズ!!
- 追跡!小西真奈美
- 追跡!西田尚美

## 放送リスト
| 第○回  | 放送日        | 主な内容やコーナー                                                                                     |
| 第1回  | 2009年3月4日  | - 企画会議 - ヤクルト30本飲めるか(完飲の約3分後に嘔吐)                                                 |
| 第2回  | 2009年3月11日 | - Q太郎VS西洋の拷問 - 女嫌い連合!!                                                                     |
| 第3回  | 2009年3月18日 | - 鈴木Q太郎のマジ大喜利 解説:松田 - 目指せ!クイズ番組!! - 女嫌い連合!!                                 |
| 第4回  | 2009年3月25日 | - Q太郎の一問一答ボケ - 東スポトーク - 目指せ!クイズ番組!!                                             |
| 第5回  | 2009年4月1日  | - Q太郎のディープキス職人 - 東スポトーク - 目指せ!クイズ番組!! - 女嫌い連合!!                          |
| 第6回  | 2009年4月8日  | - 第1回 日本美女サミット                                                                               |
| 第7回  | 2009年4月15日 | - プリン乗せ 世界記録に挑戦!! - 東スポトーク - お笑いチャッタークイズ!! - 追跡!小西真奈美              |
| 第8回  | 2009年4月22日 | - エロ演芸鑑賞会 - 東スポトーク - お笑いチャッタークイズ!! - 追跡!西田尚美                             |
| 第9回  | 2009年5月13日 | - マジ演芸鑑賞会(ゲスト:NSC9期生ボヨンボヨン) - 東スポトーク - お笑いチャッタークイズ!! - 女嫌い連合!! |
| 第10回 | 2009年5月20日 | - おかゆの具意外にあう1選手権 - カルビーのポテチコンソメ味+タバスコ - フリートーク                     |
| 第11回 | 2009年5月27日 | - もしもQ太郎が見えなかったら… - 東スポトーク - お笑いチャッタークイズ!! - 追跡!小西真奈美             |
| 第12回 | 2009年6月3日  | - エロ演芸鑑賞会 - 東スポトーク - お笑いチャッタークイズ!! - 女嫌い連合!!                              |
| 第13回 | 2009年6月10日 | - クレオパトラ長谷川の大声が聞きた〜い                                                                 |
| 第14回 | 2009年6月17日 | - あんな有名人を見た自慢選手権 - お笑いチャッタークイズ!!                                              |
| 最終回 | 2009年6月24日 | - 第2回 日本美女サミット - 東スポトーク - お笑いチャッタークイズ!! - 追跡!小西真奈美                   |